# Под одной луной
«Под одной луной» (исп. La Misma Luna) — мексиканский фильм 2007 года режиссёра Патрисии Ригген.

## Сюжет
Иммигрантка Росарио живёт в Лос-Анджелесе, в то время как её девятилетний сын, Карлитос, остался жить в Мексике. Они не видели друг друга четыре года, с тех пор как Карлитосу было пять лет. Каждое воскресенье она звонит сыну в Мексику с уличного телефона. Карлитос живёт в маленькой деревне со своей больной бабушкой и дядей с тетей, которые хотят распоряжаться деньгами, отсылаемыми Росарио сыну. Карлитос подрабатывает у женщины по имени Кармен и однажды знакомится там с Мартой и Майком, предлагающим за деньги перевезти нелегалов через границу.
Когда его бабушка умирает, Карлитос решает воспользоваться услугами перевозчиков. Хотя они благополучно пересекают границу, машину, в которой прячется Карлитос, увозят за неуплату штрафов на стоянку. Ему приходится продолжить путешествие в одиночку и он попадает к другим нелегалам. Во время сбора урожая томатов к ним приезжает иммиграционная полиция и задерживает всех, кроме Карлитоса и Энрике, которому не хочется иметь дело с мальчиком.
Во время дальнейшего путешествия они попадают в ресторан, управляемый индейцем. Карлитосу удается заполучить там работу для себя и Энрике. По совету Энрике Карлитос в телефонной книге находит адрес своего отца. Они встречаются и отец поначалу соглашается отвезти Карлитоса в Лос-Анджелес, но позднее меняет своё решение. Тогда Энрике соглашается поехать в Лос-Анджелес вместе с Карлитосом.
В это время Кармен из Мексики дозванивается до Росарио и сообщает ей о смерти бабушки и о том, что Карлитос пропал и скорее всего отправился в США. Росарио собирается поехать в Мексику на автобусе, но, увидев уличный телефон, решает отправиться на место, с которого она обычно звонит по воскресеньям. Энрике и Карлитосу не удаётся найти телефон и они засыпают на скамейке в парке.
Утром Карлитоса чуть не задерживает полиция, но Энрике отвлекает их и Карлитосу удаётся сбежать. Когда он понимает, что оказался на месте, которое по описанию совпадает с площадью, откуда ему звонит мать, то видит её на другой стороне улицы.

## В ролях
- Адриан Алонсо — Карлос Рейес
- Кейт дель Кастильо — Росарио Рейес
- Эухенио Дербес — Энрике
- Майя Сапата — Алисия
- Кармен Салинас — Донья Кармен
- Габриэль Поррас — Пако
- Америка Феррера — Марта
- Джесси Гарсия — Майк
- Соня Смит
- Мария Рохо

## Восприятие
Фильм получил положительные оценки критиков. На сайте Rotten Tomatoes на основе 94 рецензий со средним баллом 6,4 из 10 фильм получил рейтинг 72 %. На сайте Metacritic фильм получил оценку 59 из 100 на основе отзывов 24 критиков, что соответствует статусу «смешанные или средние отзывы».